# Por un puñado de pelos
Por un puñado de pelos es una película argentina-colombiana de comedia estrenada en 2014 dirigida por Néstor Montalbano y protagonizada por Nicolás Vázquez, Rubén Rada, Ivo Cutzarida y Norma Argentina, con la actuación especial del reconocido exfutbolista colombiano Carlos Valderrama. Fue escrita por Damián Dreizik, con quien Montalbano ya había colaborado en la película Pájaros volando (2010).

## Sinopsis
Tuti Turman es un joven millonario que tiene todo en la vida, excepto cabello. Cuando éste se entera de un remoto pueblo en el que existe una cascada cuyas aguas hacen crecer el cabello mágicamente, decide dirigirse allí para instalar un centro de recuperación capilar. Sin embargo, Turman debe lidiar con el alcalde del pueblo, Nemesio, con una resistencia armada y con las creencias religiosas de los lugareños.

## Reparto
- Nicolás Vázquez es Tuti.
- Carlos Valderrama es Nemesio.
- Norma Argentina es Braulia.
- Ivo Cutzarida es el representante.
- Rubén Rada es Machaco.
- Natalia Sartés es María Belén.